# 불낙볶음면
불낙볶음면은 식품 회사 팔도가 생산하는 라면이다. 현재는 단종되었다.